# A magyar labdarúgó-válogatott 2022. november 20-i mérkőzése
A magyar labdarúgó-válogatott felkészülési mérkőzése 2022. november 20-án, Budapesten, a Puskás Arénában, az ellenfél Görögország válogatottja volt. Ez volt a magyar labdarúgó-válogatott 976. hivatalos mérkőzése és a két válogatott egymás elleni 22. összecsapása. A magyar válogatott 2–1 arányban győzött.
Ezen a mérkőzésen Dzsudzsák Balázs 109. alkalommal lép pályára a magyar nemzeti válogatott színeiben, amellyel egyedül lesz rekorder a válogatottságok számát illetően. A mérkőzést megelőzően Dzsudzsáknak és Király Gábornak is 108 válogatottsága volt.

## Örökmérleg a mérkőzés előtt
Kék színnel a tétmérkőzéseket jelöltük.
Sorszám alatt a magyar labdarúgó válogatott hivatalos mérkőzéseinek sorszámát értjük.
Az eredményeket a magyar labdarúgó válogatott szemszögéből közöltük.
| Sorszám | Időpont     | Helyszín  | Eredmény   | Kiírás          |
| ------- | ----------- | --------- | ---------- | --------------- |
| 1/210   | 1938.03.25. | Budapest  | 11–1 (7–0) | vb-selejtező    |
| 2/510   | 1976.10.09. | Athén     | 1–1 (0–0)  | vb-selejtező    |
| 3/521   | 1977.05.28. | Budapest  | 3–0 (2–0)  | vb-selejtező    |
| 4/534   | 1978.10.29. | Szaloniki | 1–4 (0–0)  | Eb-selejtező    |
| 5/538   | 1979.05.02. | Budapest  | 0–0        | Eb-selejtező    |
| 6/575   | 1983.05.15. | Budapest  | 2–3 (1–2)  | Eb-selejtező    |
| 7/580   | 1983.12.03. | Szaloniki | 2–2 (2–1)  | Eb-selejtező    |
| 8/609   | 1986.11.12. | Athén     | 1–2 (0–1)  | Eb-selejtező    |
| 9/616   | 1987.10.14. | Budapest  | 3–0 (3–0)  | Eb-selejtező    |
| 10/628  | 1988.11.15. | Athén     | 0–3 (0–1)  | –               |
| 11/637  | 1989.10.25. | Budapest  | 1–1 (0–0)  | –               |
| 12/671  | 1992.11.11. | Szaloniki | 0–0        | vb-selejtező    |
| 13/674  | 1993.03.31. | Budapest  | 0–1 (0–0)  | vb-selejtező    |
| 14/804  | 2005.11.16. | Athén     | 1–2 (0–1)  | –               |
| 15/819  | 2007.06.02. | Iraklion  | 0–2 (0–2)  | Eb-selejtező    |
| 16/827  | 2007.11.21. | Budapest  | 1–2 (1–1)  | Eb-selejtező    |
| 17/830  | 2008.05.24. | Budapest  | 3–2 (0–1)  | –               |
| 18/894  | 2015.03.29. | Budapest  | 0–0        | Eb-selejtező    |
| 19/900  | 2015.10.11. | Pireusz   | 3–4 (1–1)  | Eb-selejtező    |
| 20/929  | 2018.09.11. | Budapest  | 2–1 (2–1)  | Nemzetek Ligája |
| 21/930  | 2018.10.12. | Athén     | 0–1 (0–0)  | Nemzetek Ligája |

| M  | Gy | D | V  | G+ | G– | Gk | %     |
| -- | -- | - | -- | -- | -- | -- | ----- |
| 21 | 5  | 6 | 10 | 35 | 32 | +3 | 38,10 |

Források: , 

## Keretek
megjegyzés: A táblázatokban szereplő adatok a mérkőzés előtti állapotnak megfelelőek.
A magyar válogatottba a 2022. november 17-i Luxemburg és a november 20-i Görögország elleni mérkőzésekre következő játékosok kaptak meghívást. Sérülés miatt kimaradt Loïc Nego, Bolla Bendegúz és Kleinheisler László. Helyettük ifj. Dárdai Pál és Schön Szabolcs lett kerettag. Vécsei Bálint  a válogatott edzőtáborába sérülten érkezett, ezért a további munkában nem vett részt. A helyére Csongvai Áront hívta be Marco Rossi. Németh András a Luxemburg elleni mérkőzésen bokasérülést szenvedett, ezért november 18-án kikerült a keretből.
| Magyarország                     | Magyarország       | Magyarország                     | Magyarország | Magyarország | Magyarország       | Magyarország                      |
| Poszt                            | Név                | Születési idő és életkor         | Vál.         | Gól          | Klub               | Utolsó válogatottság              |
| -------------------------------- | ------------------ | -------------------------------- | ------------ | ------------ | ------------------ | --------------------------------- |
| K                                | Dibusz Dénes       | 1990. november 16. (32 évesen)   | 23           | 0            | Ferencváros        | 2022.11.17-én Luxemburg ellen     |
| K                                | Szappanos Péter    | 1990. november 14. (32 évesen)   | 0            | 0            | Budapest Honvéd    | –                                 |
| K                                | Tóth Balázs        | 1997. szeptember 4. (25 évesen)  | 0            | 0            | Puskás Akadémia    | –                                 |
| V                                | Botka Endre        | 1994. augusztus 25. (28 évesen)  | 19           | 1            | Ferencváros        | 2022.11.17-én Luxemburg ellen     |
| V                                | Fiola Attila       | 1990. február 17. (32 évesen)    | 51           | 2            | MOL Fehérvár FC    | 2022.11.17-én Luxemburg ellen     |
| V                                | Lang Ádám          | 1993. január 17. (29 évesen)     | 54           | 1            | Omónia             | 2022.11.17-én Luxemburg ellen     |
| V                                | Mocsi Attila       | 2000. május 29. (22 évesen)      | 0            | 0            | Zalaegerszegi TE   | –                                 |
| V                                | Nagy Zsolt         | 1993. május 25. (29 évesen)      | 13           | 2            | Puskás Akadémia    | 2022.11.17-én Luxemburg ellen     |
| V                                | Willi Orbán        | 1992. november 3. (30 évesen)    | 36           | 5            | RB Leipzig         | 2022.11.17-én Luxemburg ellen     |
| V                                | Szalai Attila      | 1998. január 20. (24 évesen)     | 30           | 1            | Fenerbahçe         | 2022.11.17-én Luxemburg ellen     |
| KP                               | Baráth Péter       | 2002. február 21. (20 évesen)    | 1            | 0            | Debreceni VSC      | 2022.11.17-én Luxemburg ellen     |
| KP                               | Dárdai Palkó       | 1999. április 24. (23 évesen)    | 0            | 0            | MOL Fehérvár       | –                                 |
| KP                               | Csongvai Áron      | 2000. október 31. (22 évesen)    | 0            | 0            | Újpest FC          | –                                 |
| KP                               | Kerkez Milos       | 2003. november 7. (19 évesen)    | 3            | 0            | AZ                 | 2022.11.17-én Luxemburg ellen     |
| KP                               | Nagy Ádám          | 1995. június 17. (27 évesen)     | 66           | 1            | AC Pisa            | 2022.11.17-én Luxemburg ellen     |
| KP                               | Schön Szabolcs     | 2000. szeptember 27. (22 évesen) | 8            | 0            | MOL Fehérvár       | 2021.11.15-én Lengyelország ellen |
| KP                               | Callum Styles      | 2000. március 28. (22 évesen)    | 9            | 0            | Millwall FC        | 2022.11.17-én Luxemburg ellen     |
| KP                               | Dzsudzsák Balázs   | 1986. december 23. (35 évesen)   | 108          | 21           | Debreceni VSC      | 2019.11.19-én Wales ellen         |
| KP                               | Vécsei Bálint      | 1993. július 13. (29 évesen)     | 10           | 1            | Ferencváros        | 2022.06.11-én Németország ellen   |
| CS                               | Ádám Martin        | 1994. november 6. (28 évesen)    | 9            | 0            | Ulszan Hyundai     | 2022.11.17-én Luxemburg ellen     |
| CS                               | Gazdag Dániel      | 1996. március 2. (26 évesen)     | 18           | 4            | Philadelphia Union | 2022.11.17-én Luxemburg ellen     |
| CS                               | Kalmár Zsolt       | 1995. június 9. (27 évesen)      | 28           | 2            | FC DAC 1904        | 2022.11.17-én Luxemburg ellen     |
| CS                               | Németh András      | 2002. november 9. (20 évesen)    | 1            | 0            | KRC Genk           | 2022.11.17-én Luxemburg ellen     |
| CS                               | Sallai Roland      | 1997. május 22. (25 évesen)      | 37           | 8            | SC Freiburg        | 2022.11.17-én Luxemburg ellen     |
| CS                               | Szoboszlai Dominik | 2000. október 25. (22 évesen)    | 27           | 6            | RB Leipzig         | 2022.11.17-én Luxemburg ellen     |
| Szövetségi kapitány: Marco Rossi |                    |                                  |              |              |                    |                                   |

A görög válogatottba a 2022. november 17-i Málta és a november 20-i Magyarország elleni mérkőzésekre következő játékosok kaptak meghívást:
| Görögország                        | Görögország                  | Görögország                     | Görögország | Görögország | Görögország       | Görögország                        |
| Poszt                              | Név                          | Születési idő és életkor        | Vál.        | Gól         | Klub              | Utolsó válogatottság               |
| ---------------------------------- | ---------------------------- | ------------------------------- | ----------- | ----------- | ----------------- | ---------------------------------- |
| K                                  | Vaszíliosz Bárkasz           | 1994. május 30. (28 évesen)     | 13          | 0           | FC Utrecht        | 2020.11.11-én Ciprus ellen         |
| K                                  | Aléxandrosz Paszhalákisz     | 1989. július 28. (33 évesen)    | 4           | 0           | Olimbiakósz       | 2022.11.17-én Málta ellen          |
| K                                  | Jeórjiosz Athanasziádisz     | 1993. április 7. (29 évesen)    | 0           | 0           | AÉK               | –                                  |
| V                                  | Jeórjiosz Dzavélasz          | 1987. november 26. (34 évesen)  | 48          | 3           | AÉK               | 2022.11.17-én Málta ellen          |
| V                                  | Pandelísz Hadzidiákosz       | 1997. január 18. (25 évesen)    | 22          | 0           | AZ                | 2022.11.17-én Málta ellen          |
| V                                  | Dimítriosz Janúlisz          | 1995. október 17. (27 évesen)   | 20          | 0           | Norwich City FC   | 2022.11.17-én Málta ellen          |
| V                                  | Panajótisz Récosz            | 1998. augusztus 9. (24 évesen)  | 5           | 0           | Olimbiakósz       | 2018.03.23-án Svájc ellen          |
| V                                  | Jórgosz Kiriakópulosz        | 1996. február 5. (26 évesen)    | 6           | 0           | Sassuolo          | 2022.11.17-én Málta ellen          |
| V                                  | Lázarosz Róta                | 1997. augusztus 23. (25 évesen) | 5           | 0           | AÉK               | 2022.11.17-én Málta ellen          |
| V                                  | Dimítriosz Gútasz            | 1994. április 4. (28 évesen)    | 3           | 0           | Sivasspor         | 2022.09.27-én Észak-Írország ellen |
| V                                  | Konsztandínosz Kulierákisz   | 2003. november 28. (18 évesen)  | 1           | 0           | PAÓK              | 2022.11.17-én Málta ellen          |
| KP                                 | Pétrosz Mándalosz            | 1991. augusztus 31. (31 évesen) | 49          | 6           | AÉK               | 2022.11.17-én Málta ellen          |
| KP                                 | Andréasz Buhalákisz          | 1993. április 5. (29 évesen)    | 34          | 1           | Olimbiakósz       | 2022.11.17-én Málta ellen          |
| KP                                 | Dimítrisz Kurmbélisz         | 1993. november 2. (29 évesen)   | 29          | 1           | Panathinaikósz    | 2022.09.27-én Észak-Írország ellen |
| KP                                 | Dimítriosz Pélkasz           | 1993. október 26. (29 évesen)   | 29          | 2           | Hull City         | 2022.11.17-én Málta ellen          |
| KP                                 | Manólisz Sziópisz            | 1994. május 14. (28 évesen)     | 21          | 0           | Trabzonspor       | 2022.11.17-én Málta ellen          |
| KP                                 | Szotírisz Alexandrópulosz    | 2001. november 26. (20 évesen)  | 7           | 0           | Sporting CP       | 2022.11.17-én Málta ellen          |
| KP                                 | Jánisz Papanikoláu           | 1998. november 18. (24 évesen)  | 1           | 0           | Raków Częstochowa | 2022.06.09-én Ciprus ellen         |
| CS                                 | Anasztásziosz Bakaszétasz    | 1993. június 28. (29 évesen)    | 52          | 9           | Trabzonspor       | 2022.11.17-én Málta ellen          |
| CS                                 | Jeórjiosz Maszúrasz          | 1994. január 1. (28 évesen)     | 28          | 4           | Olimbiakósz       | 2022.09.27-én Észak-Írország ellen |
| CS                                 | Anasztásziosz Duvíkasz       | 1999. augusztus 2. (23 évesen)  | 14          | 1           | FC Utrecht        | 2022.11.17-én Málta ellen          |
| CS                                 | Taxiárhisz Fúndasz           | 1995. szeptember 4. (27 évesen) | 11          | 1           | D.C. United       | 2022.11.17-én Málta ellen          |
| CS                                 | Anasztásziosz Hadzijiovánisz | 1997. május 31. (25 évesen)     | 9           | 0           | Ankaragücü        | 2022.11.17-én Málta ellen          |
| CS                                 | Fótisz Joanídisz             | 2000. január 10. (22 évesen)    | 3           | 0           | Panathinaikósz    | 2022.11.17-én Málta ellen          |
| Szövetségi kapitány: Gustavo Poyet |                              |                                 |             |             |                   |                                    |

## A mérkőzés
| 2022. november 20. 20:15 (CET) |

| Magyarország                                   | 2 – 1               | Görögország                |
| ---------------------------------------------- | ------------------- | -------------------------- |
| Sallai 15' Kalmár 90+3' Botka 64' Kalmár 90+4' | (1 – 0) Jegyzőkönyv | 81' (11-esből) Bakaszétasz |

| Puskás Aréna, Budapest Nézőszám: 50 983 Játékvezető: Daniele Chiffi (olasz) |

### Az összeállítások
| Magyarország | Görögország |

| Negyedik játékvezető: Livio Marinelli VAR videóbíró: Aleandro Di Paolo Asszisztensek: Giovanni Baccini és Marco Bresmes |

### A mérkőzés statisztikái
| Magyarország | Teljes mérkőzés      | Görögország |
| ------------ | -------------------- | ----------- |
| 39%          | Labdabirtoklás       | 61%         |
| 2            | Gól                  | 1           |
| 2            | Sárga lap            | 0           |
| 0            | Piros lap            | 0           |
| 3            | Szöglet              | 2           |
| 1            | Les                  | 4           |
| 12           | Lövés                | 8           |
| 7            | Kaput eltalált lövés | 2           |
| 400          | Összes passzok       | 597         |
| 336          | Sikeres passzok      | 512         |
| 84           | Passz hatékonyság    | 86          |
| 13           | Szabálytalanságok    | 10          |

## Örökmérleg a mérkőzés után
Kék színnel a tétmérkőzéseket jelöltük.
Sorszám alatt a magyar labdarúgó válogatott hivatalos mérkőzéseinek sorszámát értjük.
Az eredményeket a magyar labdarúgó válogatott szemszögéből közöltük.
| Sorszám | Időpont     | Helyszín  | Eredmény   | Kiírás          |
| ------- | ----------- | --------- | ---------- | --------------- |
| 1/210   | 1938.03.25. | Budapest  | 11–1 (7–0) | vb-selejtező    |
| 2/510   | 1976.10.09. | Athén     | 1–1 (0–0)  | vb-selejtező    |
| 3/521   | 1977.05.28. | Budapest  | 3–0 (2–0)  | vb-selejtező    |
| 4/534   | 1978.10.29. | Szaloniki | 1–4 (0–0)  | Eb-selejtező    |
| 5/538   | 1979.05.02. | Budapest  | 0–0        | Eb-selejtező    |
| 6/575   | 1983.05.15. | Budapest  | 2–3 (1–2)  | Eb-selejtező    |
| 7/580   | 1983.12.03. | Szaloniki | 2–2 (2–1)  | Eb-selejtező    |
| 8/609   | 1986.11.12. | Athén     | 1–2 (0–1)  | Eb-selejtező    |
| 9/616   | 1987.10.14. | Budapest  | 3–0 (3–0)  | Eb-selejtező    |
| 10/628  | 1988.11.15. | Athén     | 0–3 (0–1)  | –               |
| 11/637  | 1989.10.25. | Budapest  | 1–1 (0–0)  | –               |
| 12/671  | 1992.11.11. | Szaloniki | 0–0        | vb-selejtező    |
| 13/674  | 1993.03.31. | Budapest  | 0–1 (0–0)  | vb-selejtező    |
| 14/804  | 2005.11.16. | Athén     | 1–2 (0–1)  | –               |
| 15/819  | 2007.06.02. | Iraklion  | 0–2 (0–2)  | Eb-selejtező    |
| 16/827  | 2007.11.21. | Budapest  | 1–2 (1–1)  | Eb-selejtező    |
| 17/830  | 2008.05.24. | Budapest  | 3–2 (0–1)  | –               |
| 18/894  | 2015.03.29. | Budapest  | 0–0        | Eb-selejtező    |
| 19/900  | 2015.10.11. | Pireusz   | 3–4 (1–1)  | Eb-selejtező    |
| 20/929  | 2018.09.11. | Budapest  | 2–1 (2–1)  | Nemzetek Ligája |
| 21/930  | 2018.10.12. | Athén     | 0–1 (0–0)  | Nemzetek Ligája |
| 22/976  | 2022.11.20. | Budapest  | 2–1 (1–0)  | –               |

| M  | Gy | D | V  | G+ | G– | Gk | %     |
| -- | -- | - | -- | -- | -- | -- | ----- |
| 22 | 6  | 6 | 10 | 37 | 33 | +4 | 40,90 |

Források: , 